# Nannoscincus hanchisteus
Nannoscincus hanchisteus là một loài thằn lằn trong họ Scincidae. Loài này được Bauer & Sadlier mô tả khoa học đầu tiên năm 2000.

## Hình ảnh

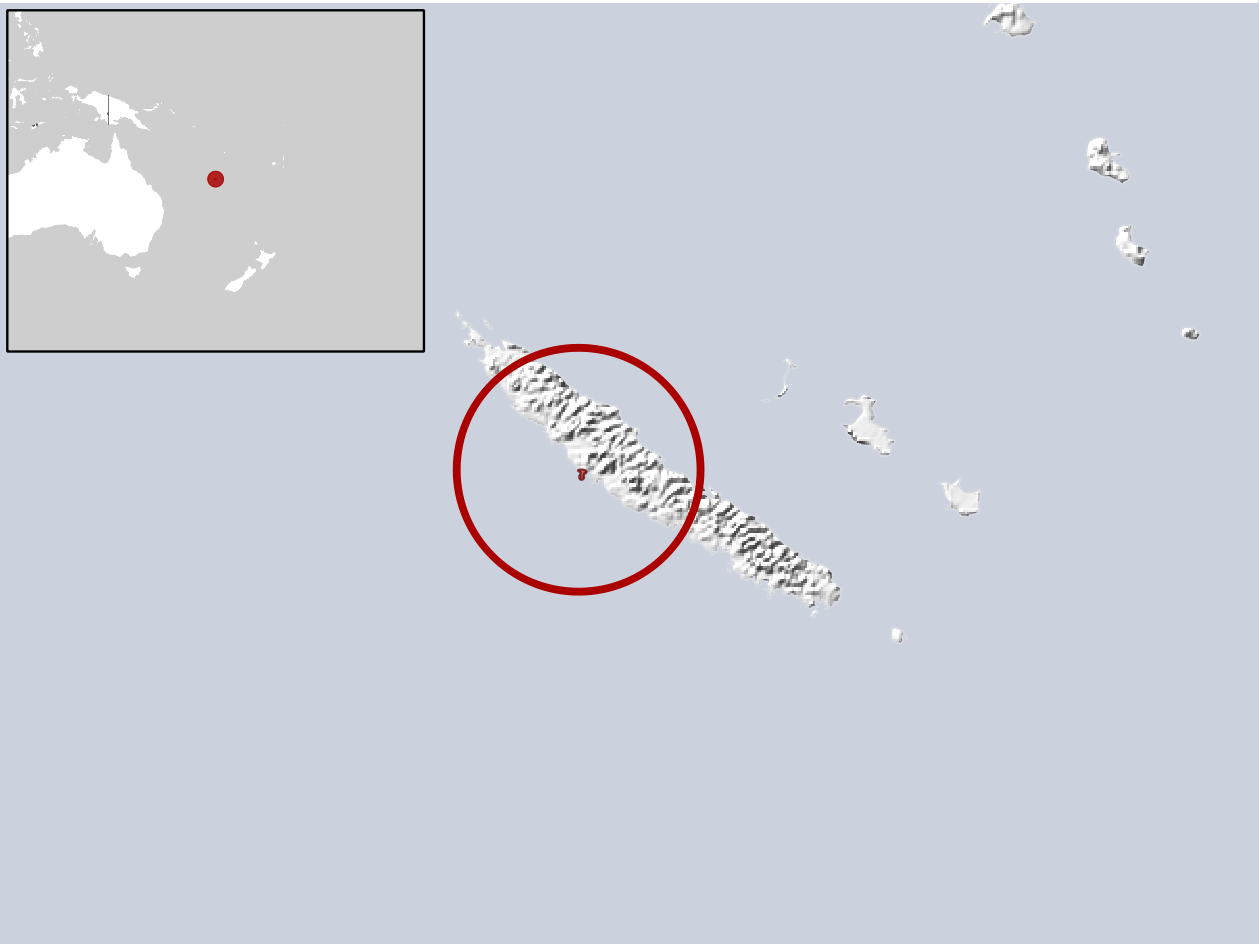